# Wolfgang Motsch
Wolfgang Motsch (* 11. April 1934 in Berlin) ist ein deutscher Germanist und Sprachwissenschaftler.

## Leben und Wirken
Nach seiner Reifeprüfung 1952 studierte Wolfgang Motsch von 1952 bis 1956 Germanistik und Allgemeine Sprachwissenschaft an der Humboldt-Universität zu Berlin. Nach der Diplomprüfung 1956 wurde er wissenschaftlicher Mitarbeiter für die deutsche Grammatik an der Deutschen Akademie der Wissenschaften Berlin (Institut für deutsche Sprache und Literatur). 1960 promovierte er im Fach Germanistik an der Humboldt-Universität bei Georg Friedrich Meier. Von 1965 bis 1968 leitete er die Arbeitsstelle „Strukturelle Grammatik“ der Akademie, von 1969 bis 1975 war er stellvertretender Direktor des Zentralinstituts für Sprachwissenschaft der Akademie und habilitierte sich dort 1972. Bis 1990 war Motsch weiterhin an der Akademie der Wissenschaften der DDR tätig und leitete den Bereich „Grammatik und Semantik“, ab 1979 war er zugleich Professor für Germanistische Linguistik. 1991 war er als wissenschaftlicher Mitarbeiter am Zentralinstitut für Sprachwissenschaft (Berlin) und ab 1992 beim Institut für Deutsche Sprache Mannheim tätig.
In seinen Veröffentlichungen beschäftigte sich Motsch vor allem mit der Semantikforschung und der Wortbildung in der deutschen Sprache.

## Veröffentlichungen (Auswahl)
- Syntax des deutschen Adjektivs (= Studia grammatica, Bd. 3). Akademie-Verlag, Berlin 1964 (7. Aufl. 1973).
- Vier Aufsätze / Arbeitsstelle Strukturelle Grammatik (= Studia grammatica, Bd. 1). Akademie-Verlag, Berlin 1971.
- Zur Kritik des sprachwissenschaftlichen Strukturalismus (= Reihe Sprache und Gesellschaft, Bd. 3). Akademie-Verlag, Berlin 1974.
- Ein Plädoyer für die Beschreibung von Wortbildungen auf der Grundlage des Lexikons. In: Herbert E. Brekle (Hrsg.): Perspektiven der Wortbildungsforschung (= Schriftenreihe Linguistik, Bd. 1). Bouvier, Bonn 1977, S. 180–202, ISBN 3-416-01376-X.
- (Hrsg.): Kontexte der Grammatiktheorie (= Studia grammatica, Bd. 17). Akademie-Verlag, Berlin 1978.
- Sprachhandlung, Satz und Text (= Linguistische Studien, Reihe A, Arbeitsberichte, Bd. 80). Zentralinstitut für Sprachwissenschaft, Berlin 1981.
- Der kreatibe Aspekt in der Wortbildung. In: Leonhard Lipka/Hartmut Günther (Hrsg.): Wortbildung (= Wege der Forschung, Bd. 564). Wissenschaftliche Buchgesellschaft, Darmstadt 1981, S. 94–118, ISBN 3-534-08128-5.
- (Hrsg.): Richtungen der modernen Semantikforschung (= Sammlung Akademie-Verlag / Sprache, Bd. 37). Akademie-Verlag, Berlin 1983.
- (Hrsg., mit Rudolf Růžička): Untersuchungen zur Semantik (= Studia grammatica, Bd. 22). Akademie-Verlag, Berlin 1983.
- (Mithrsg.): Grundzüge einer deutschen Grammatik. 2. Aufl. Akademie-Verlag, Berlin 1984.
- (Hrsg.): Satz, Text, sprachliche Handlung (= Studia grammatica, Bd. 25). Akademie-Verlag, Berlin 1987, ISBN 3-05-000160-7.
- Zur Autonomie der Wortstruktur. In: Manfred Bierwisch (Hrsg.): Syntax, Semantik und Lexikon. Rudolf Růžička zum 65. Geburtstag (= Studia grammatica, Bd. 29). Akademie-Verlag, Berlin 1988, S. 147–180, ISBN 3-05-000638-2.
- (Hrsg.): Wortstruktur und Satzstruktur (= Linguistische Studien, Reihe A, Arbeitsberichte, Bd. 194). Zentralinstitut für Sprachwissenschaft, Berlin 1989.
- (mit Marga Reis u. Inger Rosengren): Zum Verhältnis von Satz und Text. In: Deutsche Sprache, Bd. 18 (1990), S. 97–125.
- (Hrsg.): Ebenen der Textstruktur. Sprachliche und kommunikative Prinzipien (= Reihe Germanistische Linguistik, Bd. 164). Niemeyer, Tübingen 1996, ISBN 3-484-31164-9.
- Deutsche Wortbildung in Grundzügen (= Schriften des Instituts für Deutsche Sprache, Bd. 8). de Gruyter, Berlin 1999, ISBN 3-11-016322-5 (2. Aufl. 2004, ISBN 978-3-11-018024-4).